# أنخيل أدان لوبيز
أنخيل أدان لوبيز (بالإسبانية: Ángel Lopez)‏ هو لاعب كرة قدم مكسيكي، ولد في 13 يوليو 1997 في Guasave ‏ في المكسيك. لعب مع نادي مونتيري.

## روابط خارجية
- أنخيل أدان لوبيز على موقع قاعدة بيانات كرة القدم.إي يو (الإنجليزية)
- أنخيل أدان لوبيز على موقع Soccerway.com (الإنجليزية)
- أنخيل أدان لوبيز على موقع AS.com (الإسبانية)